# Les Voivres
Les Voivres ist eine französische Gemeinde mit 285 Einwohnern (Stand 1. Januar 2022) im Département Vosges in der Region Grand Est (bis 2015 Lothringen). Sie gehört zum Arrondissement Épinal und zum Gemeindeverband Épinal.

## Geografie

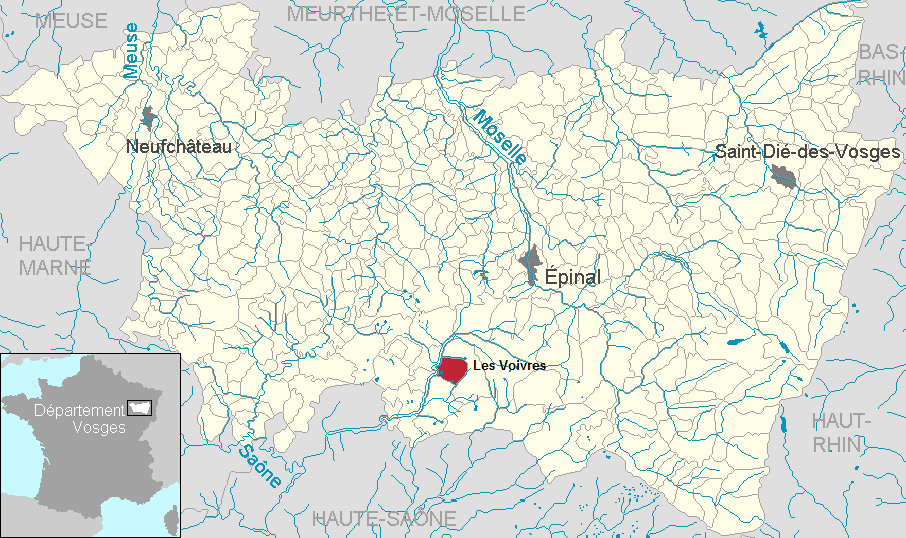
Lage der Gemeinde Les Voivres im Département Vosges

Die Gemeinde Les Voivres liegt auf einer durchschnittlichen Höhe von 370 m über dem Meer, drei Kilometer nördlich von Bains-les-Bains und 23 Kilometer südwestlich von Épinal im Süden Lothringens.
Das 12,77 km² große Gemeindegebiet grenzt im Westen an den Côney, einen Nebenfluss der oberen Saône; der Canal des Vosges verläuft unmittelbar westlich parallel zum Côney in einem engen Tal. Im Norden bildet der Ruisseau Jeandin, im Südosten der Ruisseau de Bagnerot die Grenzen des Gemeindeareales, das sich auf der Hochfläche der Vôge ausbreitet. Im Westen der Gemeinde bestimmen Waldgebiete (Bois la Chèvre, Le Faing Martin) die Landschaft, im übrigen Gebiet herrscht ein Mix aus Weiden, Äckern und kleineren Waldinseln vor, von denen der 100 ha umfassende Forst Le Grand Bois hervorzuheben ist.
Die Siedlungsstruktur der Gemeinde Les Voivres ist locker. Neben einem kleinen Dorfzentrum mit Kirche und kombiniertem Mairie- und Schulgebäude verteilen sich die Bewohner in zahlreichen Weilern und Einzelhöfen. Zu den namentlich benannten Weilern zählen La Grande Fosse, La Basse des Orges, Le Chaudiron, Le Ban Saint-Pierre, Le Beaulieu, Le Grand Bois und La Tranchée.
Nachbargemeinden von Les Voivres sind La Vôge-les-Bains im Südwesten, Westen und Nordwesten sowie La Chapelle-aux-Bois im Osten.

## Geschichte
Unter dem Namen Les Voivres ist der Ort seit 1711 bekannt. Zur Herkunft des Namens gibt es mehrere Theorien. Der Historiker Auguste Longnon nimmt an, dass das lateinische vevra (für Ödland mit Büschen) Pate stand, auch der Namenforscher Ernest Nègre schließt sich in seinem Werk Toponymie générale de la France dieser Deutung an, indem er auch auf das Französische Etymologische Wörterbuch von Walther von Wartburg verweist. Die Romanisten Albert Dauzat und Charles Rostaing sehen wie auch bei den Ortsnamen Vabre und Vabres das gallische vobero oder vabero (für einen versteckten Flusslauf) als Ursprung.
Das Gebiet um Les Voivres ist schon sehr lange besiedelt. An einer Flussbiegung des Côney zeugen Spuren von einer gallorömischen Siedlung (Le Pont-des-Fées). Im Mittelalter war das Gebiet der heutigen Gemeinde Les Voivres Teil der kommunalen Besitzungen von Bains-les-Bains.

### Bevölkerungsentwicklung
Nach einem lange anhaltenden Abwärtstrend durch fehlende Arbeitsmöglichkeiten hat sich die Einwohnerzahl von Les Voivres seit den 1990er Jahren wieder stabilisiert. Dies ist auf eine Initiative der Gemeinde zurückzuführen, die alte verlassene Grundstücke und Gebäude erwarb und renovierte und diese günstig an junge Familien vermietete, die über Inserate örtlicher Zeitungen angesprochen wurden. Aus dem ursprünglichen Minimalziel, die Schließung der Grundschule in der Gemeinde zu vermeiden, entstand im Lauf der Jahre eine überregional stark beachtete und 2001 auch preisgekrönte Initiative, die neben der Neuansiedlung von Familien auch auf die wirtschaftliche Entwicklung setzte (neue Bäckerei, Installation einer Fischfarm).
| Jahr      | 1962 | 1968 | 1975 | 1982 | 1990 | 1999 | 2010 | 2021 |
| Einwohner | 296  | 258  | 227  | 222  | 210  | 301  | 347  | 290  |

Im Jahr 1841 wurde mit 895 Bewohnern die bisher höchste Einwohnerzahl ermittelt. Die Zahlen basieren auf den Daten von cassini.ehess und INSEE.

## Sehenswürdigkeiten
- Kirche St. Remigius (Église Saint-Remy) mit Altar aus Holz und Stein, Seitenaltären, sechseckiger Kanzel, Beichtstühlen und Holzstatuen aus dem 18. Jahrhundert. Mehrere Objekte sind als Monument historique gekennzeichnet.
- Kapelle der Guten Hoffnung (Chapelle de Bonne-Espérance)

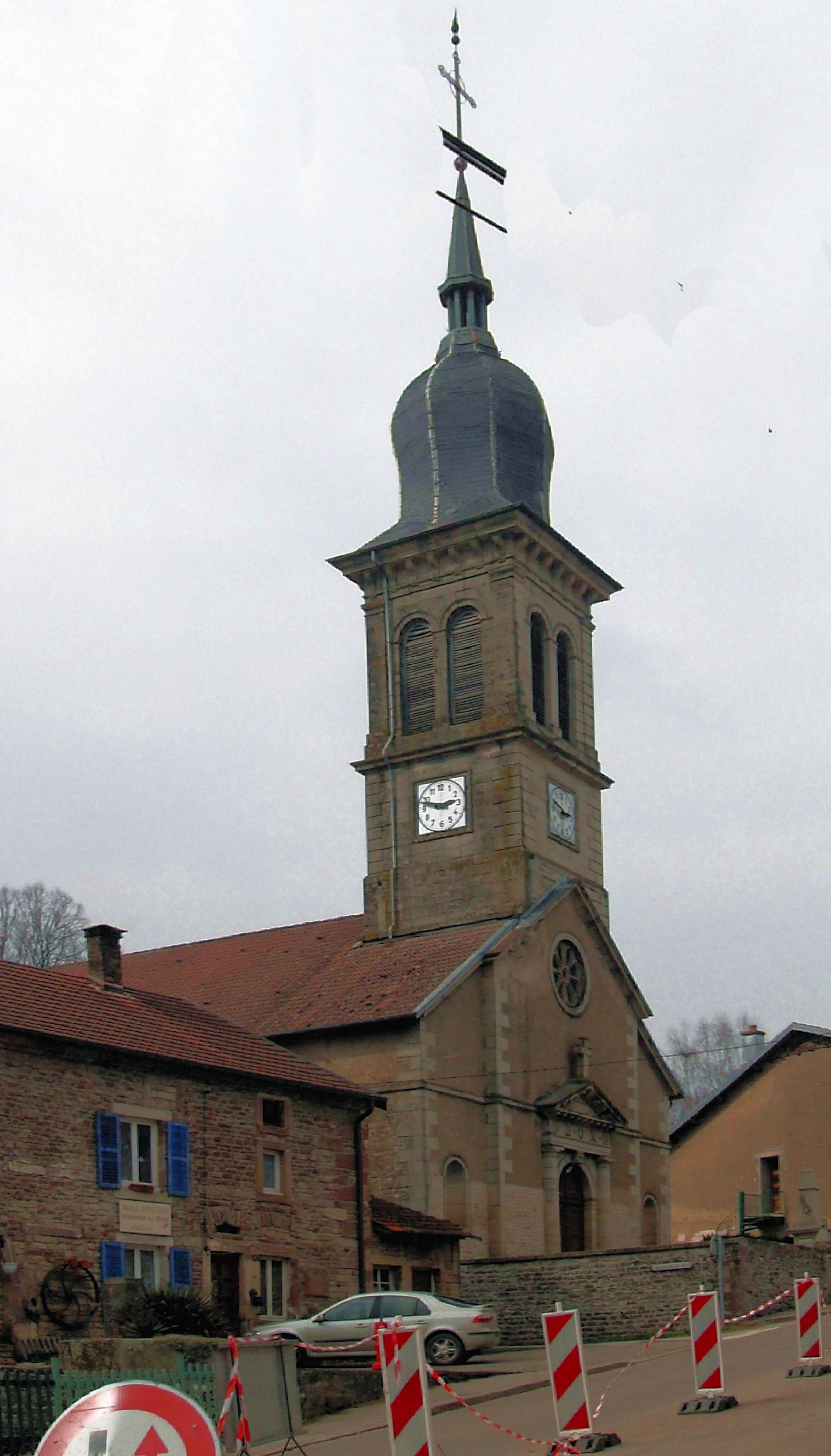
Kirche St. Remigius
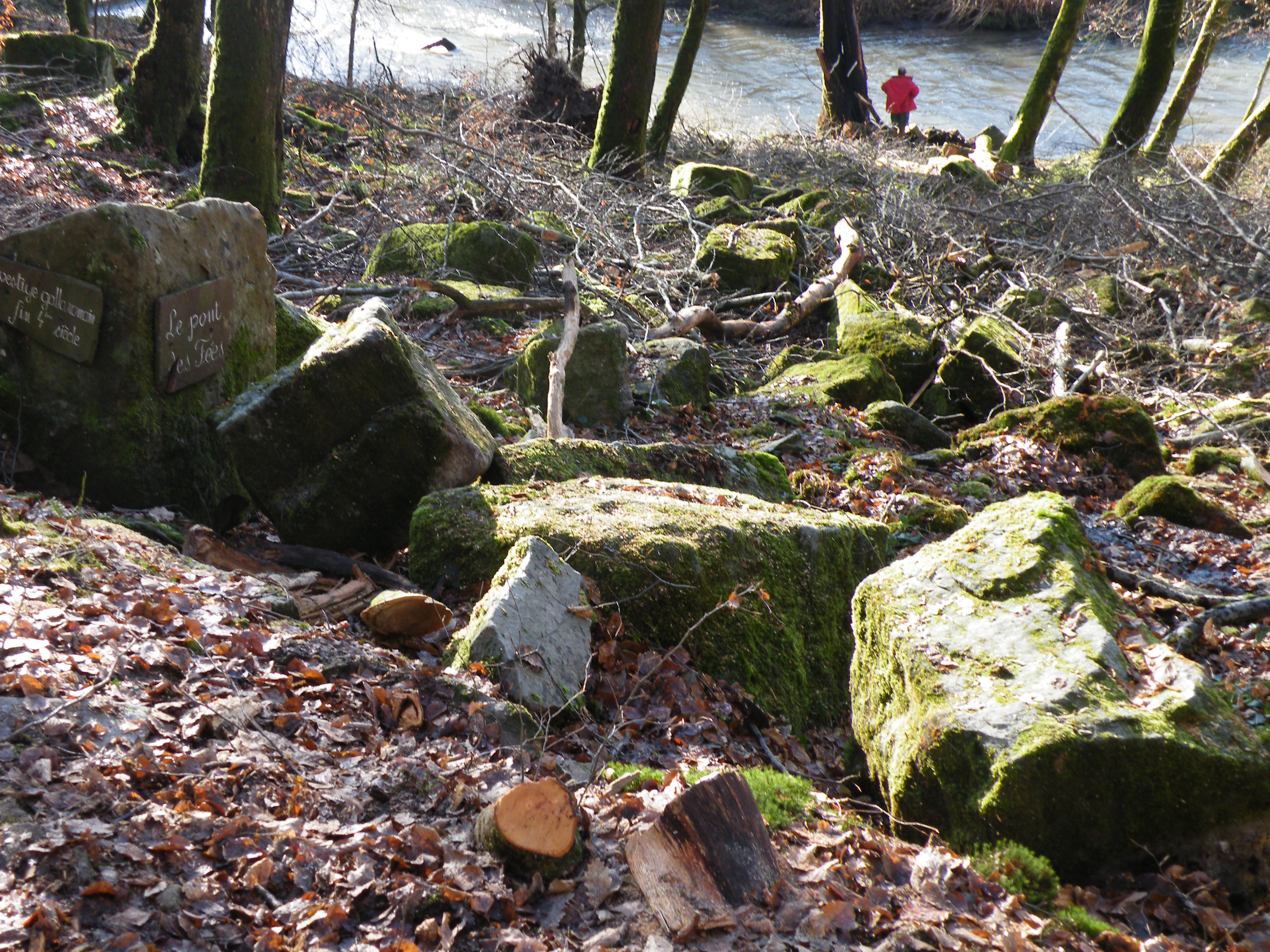
Le Pont-des-Fées, Reste einer gallorömischen Siedlung an einer Flussbiegung des Côney
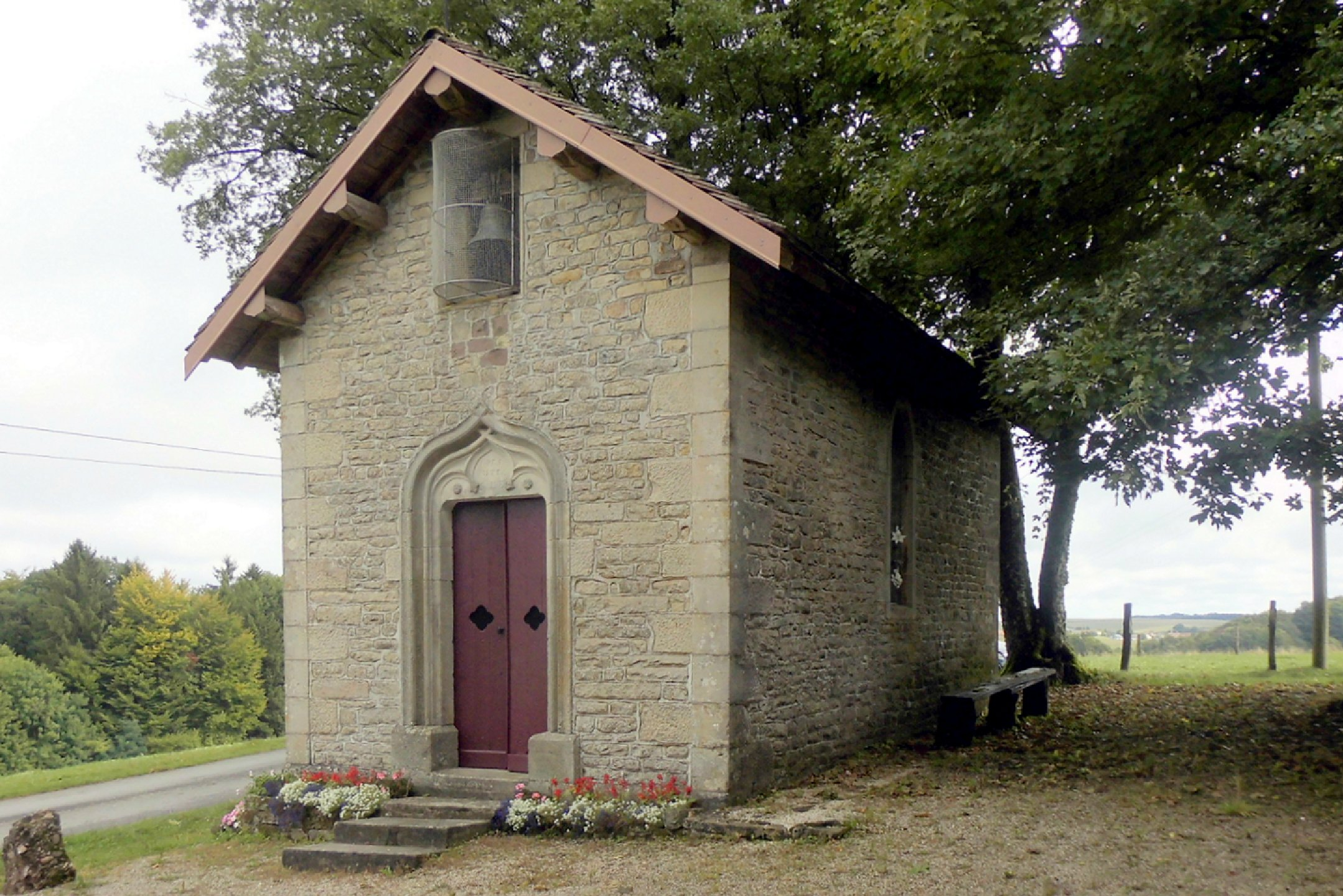
Kapelle der Guten Hoffnung

## Wirtschaft und Infrastruktur
Die Bewohner von Les Voivres sind hauptsächlich in der Landwirtschaft, in der Forstwirtschaft sowie kleinen Dienstleistungsbetrieben im Ort oder der näheren Umgebung beschäftigt. Mit der Zone d’Activités des Bouleaux befindet sich eines der zwei Gewerbegebiete des Kommunalverbandes Val de Vôge in Les Voivres. In der Gemeinde sind neun Landwirtschaftsbetriebe ansässig (Gemüseanbau, Milchwirtschaft, Rinderzucht, Fischzucht).
In der Gemeinde hat der Naturverein L’eaudici seinen Sitz. Les Voivres ist Standort einer Grundschule und eines Kindergartens.
Die Gemeinde Les Voivres liegt abseits der überregionalen Verkehrsströme. Die Fernstraße D 434 (Bains-les-Bains-Xertigny) und die D 4 führen durch das Gemeindegebiet von Les Voivres. Die nächstgelegenen Bahnhöfe befinden sich in Bains-les-Bains und in Xertigny an der Bahnstrecke Blainville-Damelevières–Lure.

## Belege
1. ↑  Auguste Longnon: Les noms de lieu de la France: leur origine, leur signification, leurs transformations, Auguste Longnon, ed. Champion, Paris, 1920.
2. ↑  Ernest Nègre: Toponymie générale de la France (3 vol. Droz 1990-1998, Französisches Etymologisches Wörterbuch (Dictionnaire étymologique du français, DEF) n) XIV, p. 92a.
3. ↑  Albert Dauzat und Charles Rostaing: Dictionnaire étymologique des noms de lieux en France, Librairie Guénégaud 1979. p. 692.
4. ↑  Création de logements communaux pour l'accueil de nouvelles familles. (pdf; 119 kB) Archiviert vom Original (nicht mehr online verfügbar) am 17. November 2008; abgerufen am 18. Dezember 2011 (französisch).
5. ↑  Les Voivres auf cassini.ehess
6. ↑  Les Voivres auf INSEE
7. ↑  Landwirtschaftsbetriebe auf annuaire-mairie.fr (französisch)